# アラン・ムラーリー
アラン・ロジャー・ムラーリー（Alan Roger Mulally、1945年8月4日 - ）は、アメリカ人のエンジニア、実業家。2006年から2014年7月までフォード・モーター社の社長及び最高経営責任者を務めていた。
フォード・モーター社は2000年代後半の景気後退期に経営難に陥ったが、ムラーリーの経営の元で利益を出す様になった。米国の主要自動車企業の中で唯一国の助成金補助を受けなかったのはフォード・モーター社だけである。ムラーイーのフォードでの業績は著作者ブライアン・G・ホフマンによって本となり。An American Icon: Alan Mulally and the Fight to Save Ford Motor Companyが 2012年に出版された。
ムラーリーはボーイング社の上級副社長で、商用旅客機（BCA）の最高経営責任者を務めていた。
ムラーリーのキャリアはボーイング社でエンジニアとして始まり。彼の最大の業績は2000年中頃のエアバスとの競争でBCAを復活させた事である。
2014年7月1日にフォード・モーター・カンパニーのCEO職を辞任し、グーグルの役員に就任した
。2017年バウアー賞ビジネスリーダーシップ部門受賞。